# فيليب منزل
فيليب منزل (بالألمانية: Phillip Menzel)‏ هو لاعب كرة قدم ألماني في مركز حراسة المرمى، ولد في 18 أغسطس 1998 في كيل في ألمانيا. لعب مع VfL Wolfsburg II ‏.

## وصلات خارجية
- فيليب منزل على موقع الاتحاد الأوربي (الإنجليزية)
- فيليب منزل على موقع قاعدة بيانات كرة القدم.إي يو (الإنجليزية)
- فيليب منزل على موقع بيانات كرة القدم. دي إي (الألمانية)
- فيليب منزل على موقع Soccerbase.com (لاعب) (الإنجليزية)
- فيليب منزل على موقع Soccerway.com (الإنجليزية)
- فيليب منزل على موقع عالم كرة القدم.نت (الإنجليزية)
- فيليب منزل على موقع AS.com (الإسبانية)